# UNFCCC
UNFCCC eller FCCC (United Nations Framework Convention on Climate Change) er en FN-konvention, der blev vedtaget under en miljø- og udviklingskonference, UNCED, i Rio de Janeiro i 1992. Den har til formål at mindske udledningen af drivhusgasser, men har ikke nogen bindende krav. Konventionen betragtes som en forløber for Kyoto-aftalen fra 1997.
Danmark ratificerede konventionen 27. april 1993. Efter at konventionen trådte i kraft i 1994, har staterne haft årlige partsmøder (Conferences of the Parties – COP) for at evaluere fremdriften og for at forhandle sig mere bindende protokoller for traktaten.

## COP-konferencer

### COP15
COP15 (Conferences of the Parties), FNs 15. klimakonference, en videreførelse af FN-konventionen UNFCCC, som blev afholdt i København fra 7. december 2009 til 18. december 2009. Dette møde resulterede i en ikke bindende politisk hensigtserklæring.
CO2 i atmosfæren er i 2008 35% højere end da industrialiseringen startede.
Det overordnede mål for COP15, var at opnå en ny verdensomspændende klimaaftale, som erstatning for Kyoto-aftalen når den udløber. Man nåede dog kun frem til en hensigtserklæring Copenhagen Accord der ikke er juridisk bindende.

### COP16
Fandt sted i Mexico City december 2010.

### COP17
COP17 fandt sted i Durban i Sydafrika fra 28. november og var sat til at slutte 9. december 2011, men blev forlænget til den 11. december 2011 om morgenen. Mødet endte med at de 194 deltagende nationer blev enige om en "køreplan", der skal sikre indgåelsen af en global aftale i 2015 med ikrafttræden i 2020. Samtidig blev man enige om at forlænge klimamålene fra Kyotoprotokollen. 

### COP25
COP25 fandt sted i Madrid i Spanien fra den 2. december til den 13. december 2019 under chilensk ledelse. Mødet var oprindeligt planlagt til at skulle afholdes i Brasilien og var derefter planlagt til Chiles hovedstad Santiago de Chile, men planen blev ændret som følge af protesterne i Chile i 2019.

### COP28
COP28 afholdes i Dubai i De forenede arabiske emirater fra 30. november til 12. december 2023. Forud for mødet er den seneste "Emissions Gap Report" udgivet.